# Farewell Bender
Farewell Bender o anche Wasted è un film del 2006 diretto dal regista Matt Oates.